# Pieter Dupont

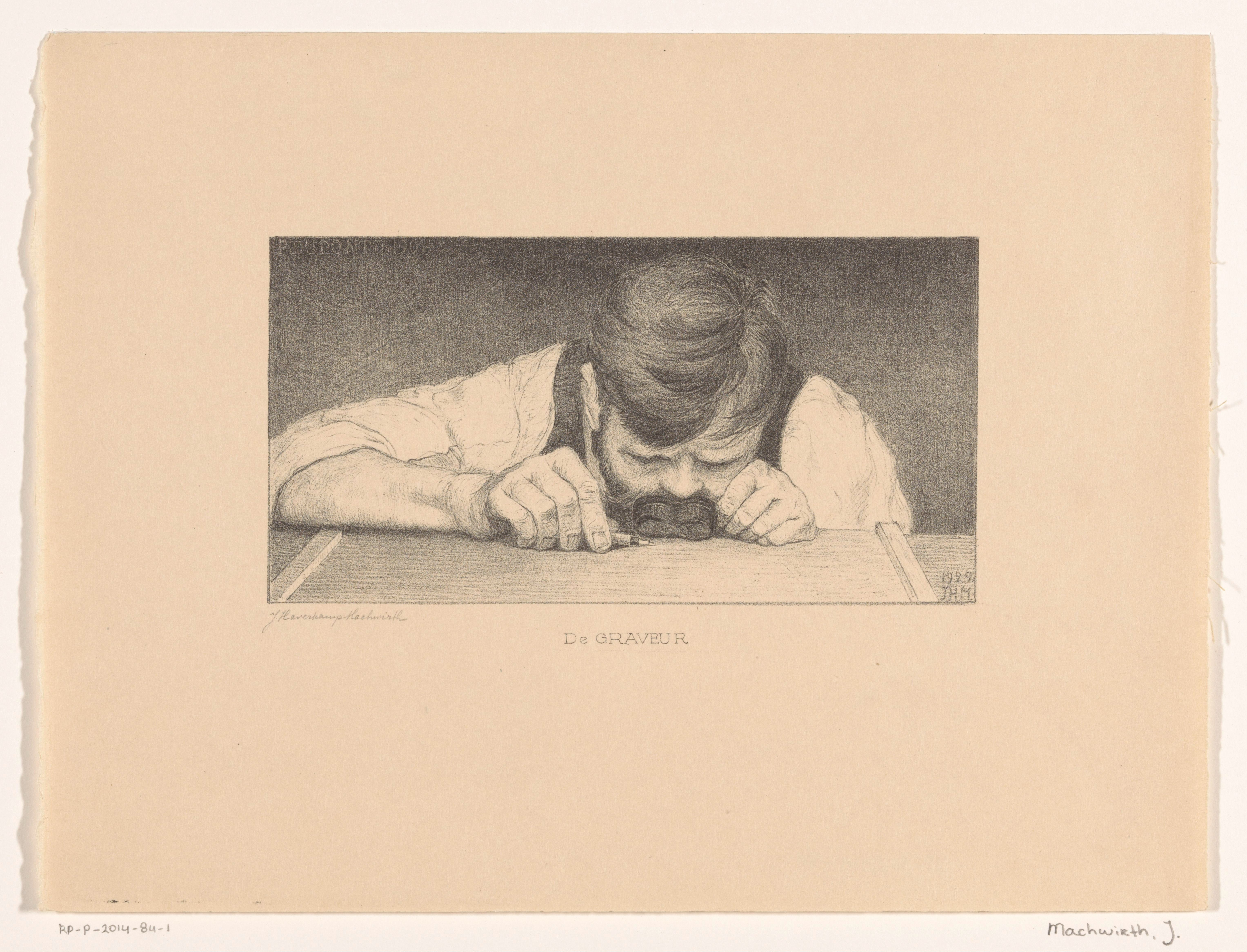
De Graveur (Pieter Dupont) door Johanna Machwirth.

Pieter Dupont   (Amsterdam, 5 juli 1870 – Hilversum, 7 februari 1911) was een Nederlands aquarellist, graficus, kunstschilder, tekenaar, boekbandontwerper, pastellist, ontwerper, tekenleraar en hoogleraar.

## Levensloop
Dupont werd geboren als zoon van Abraham Dupont en Anne Cathérine Marie Winter. In 1900 trouwde hij met Frederike Vaarzon Morel. In 1906 werd zijn eerste zoon Pieter Jan geboren en in 1908 werd zijn tweede zoon Willem Frederik geboren. Willem Frederik Dupont is de auteur van het boek Pieter Dupont, zijn leven en werken.
Hij volgde een korte opleiding in Amsterdam aan de Kunstnijverheidsschool Quellinus, de Rijksnormaalschool voor Teekenonderwijzers en de Rijksakademie van beeldende kunsten. Hij was onder andere leerling van Carel Hendrik Helweg en Maurits van der Valk. Als kunstschilder was Dupont in zijn beginjaren bekend om zijn Amsterdamse stadsgezichten, waarin de invloed van G.H. Breitner merkbaar was. In 1896 trok hij naar Parijs, waar hij zich bekwaamde in de etskunst. Hij werkte daar tot 1900, en werkte verder in Londen, Nogent-sur-Marne (1900-1902), Auvers-sur-Oise (1903), Amsterdam (1903-1905), Hilversum, Oosterbeek en (Renkum) (1902).
Dupont was leraar aan de Teekenschool voor Kunstambachten (1891-1896) en werd in 1902 hoogleraar in de grafische kunst aan de Rijksacademie te Amsterdam. Hij ontwierp postzegels en bankbiljetten en maakte landschappen, boslandschappen, portretten, kerkinterieurs en stadsgezichten. In 1906 maakte hij voor uitgeverij Brusse in Rotterdam een omslag voor het boek Landlooperij. Werk van hem is te zien in onder andere het Kröller-Müller Museum in Otterlo en het Singer Museum in Laren. Een aantal van zijn etsen werd vanaf 1893 uitgegeven door de firma E.J. van Wisselingh in Amsterdam, in oplages van meestal vijftig tot honderd exemplaren. Opvallend is het flinke aantal van zijn etsen en gravures waarop werkpaarden werden afgebeeld. In 1908 werd hem verzocht een nieuw biljet van 25 gulden te graveren naar ontwerp van A.J. Derkinderen. Een deel van de gravure was gereed toen hij eind 1910 ernstig ziek werd en een paar weken later op veertigjarige leeftijd aan angina pectoris overleed.

## Enkele werken

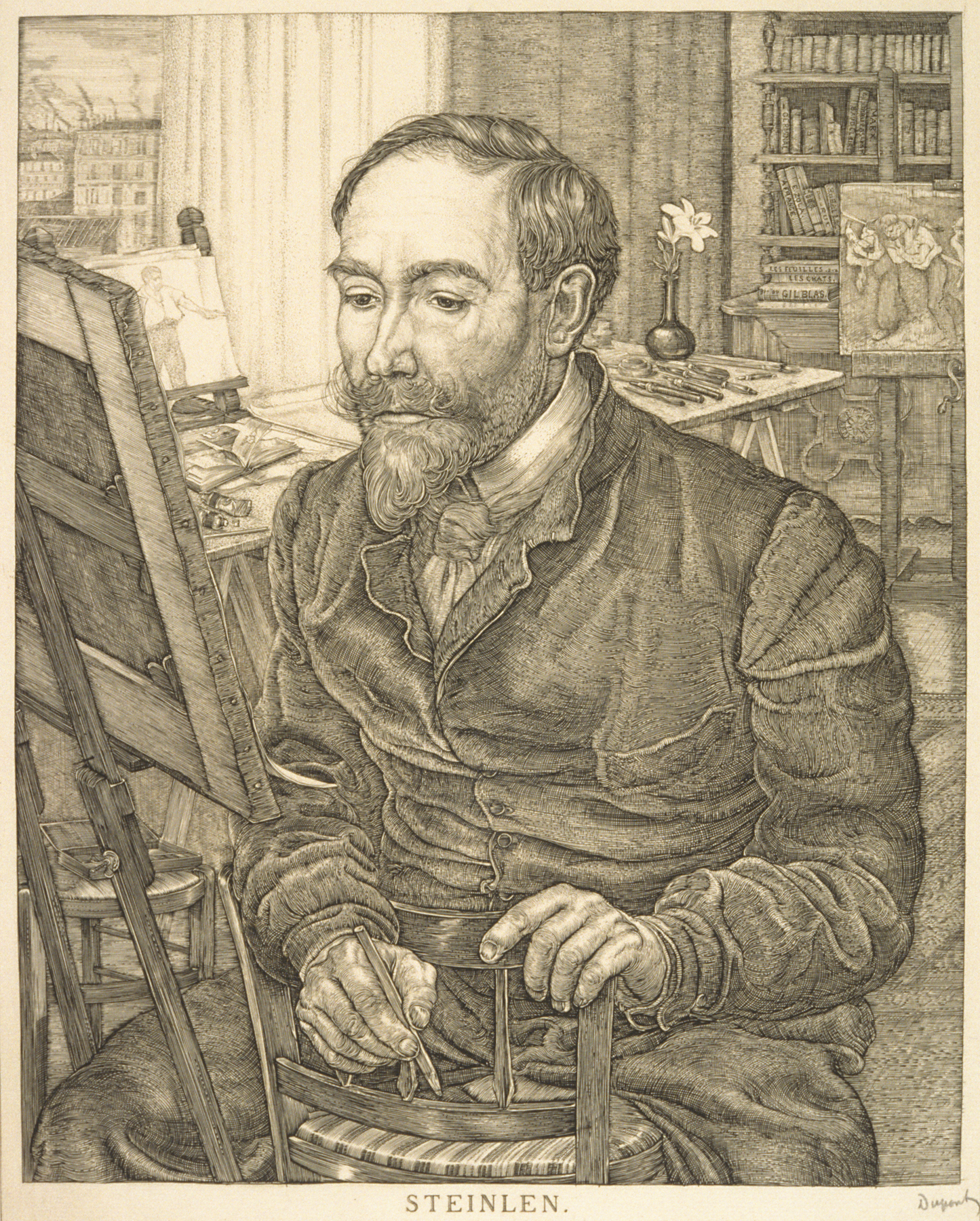
Gravure van Steinlen
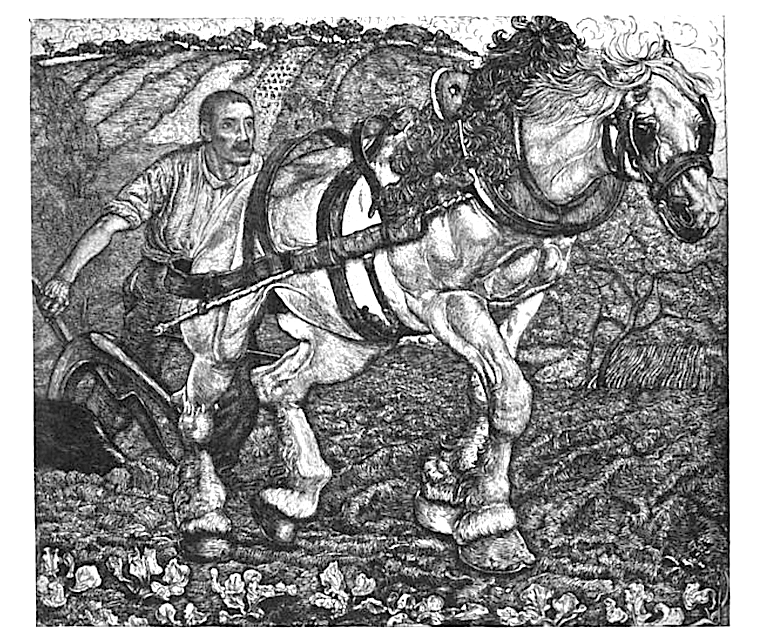
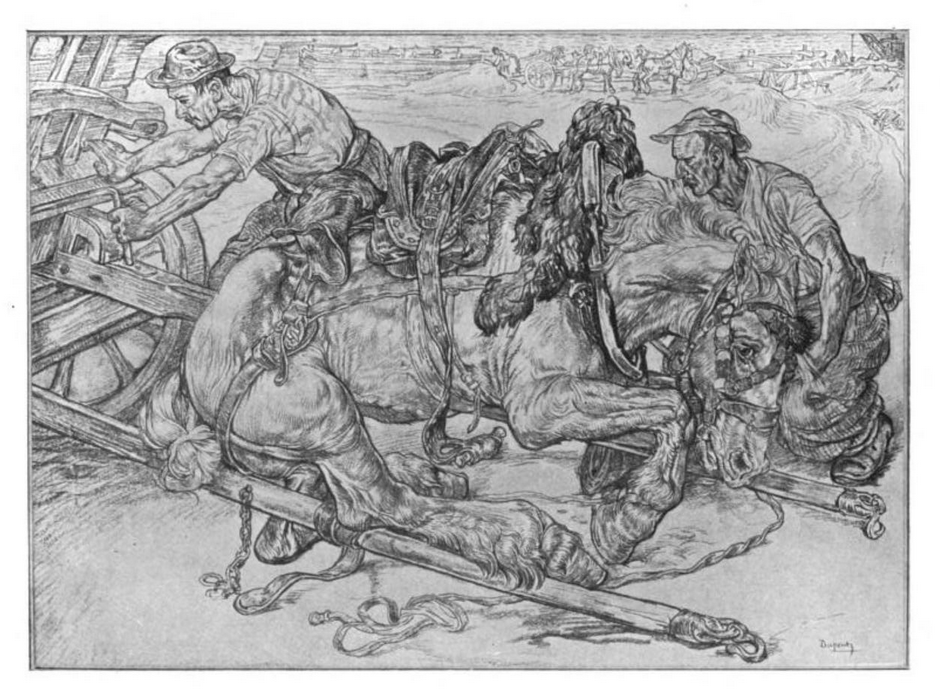
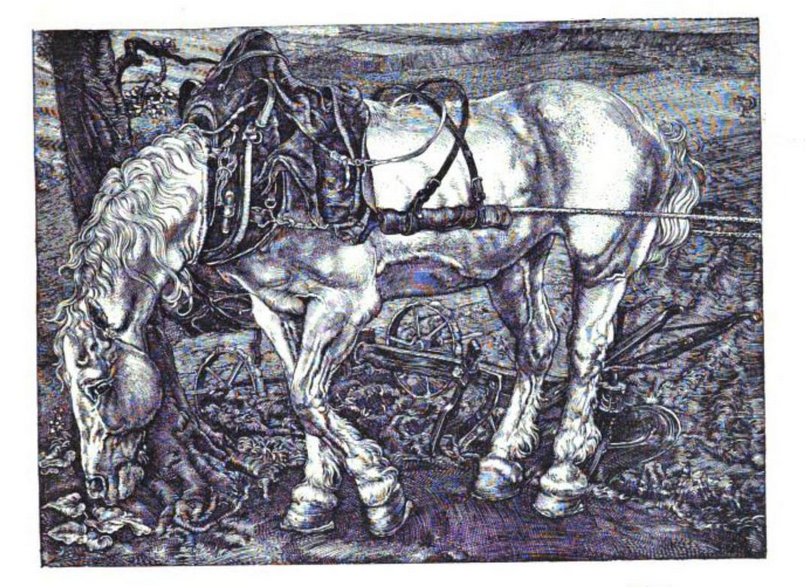

## Dupont als leraar
Dupont was leraar van:
- Jan Willem Barendregt
- Tjeerd Bottema
- Cornelis Brandenburg
- David Bueno de Mesquita
- Wilhelmina Drupsteen
- Bernard Eilers
- Johan Gabriëlse
- Loes van Groningen
- Willem Frederik Haas
- Dirk Harting
- Simon de Heer
- Piet van der Hem
- Albert Hemelman
- Felix Hess

- Gerard Hofs
- Toon de Jong
- Willem Klijn
- Gerard Koekkoek
- Louis Kortenhorst
- Klaas Koster
- Willem van Leusden
- Samuel Linschoten
- Johannes Löhr
- Machtella van Lynden
- Abraham de Miranda
- Catharina Alida Mispelblom Beyer
- Leendert Johan Muller
- Elisabeth Francisca Nieuwenhuis

- Gustaaf van Nifterik
- Johan Christiaan Nijland
- Leendert K.C. Prins
- Engelien Reitsma-Valença
- Debora Römer
- John Ruys
- Lizzy Schouten
- Anton Smeerdijk
- Rie Swartwout de Hoog
- George Marinus Tamson
- Jan van Vucht Tijssen
- Adriaan van der Wal
- Jaap Weyand

## Bron
- Biografische gegevens bij het RKD-Nederlands Instituut voor Kunstgeschiedenis

- Bibliothèque nationale de France: cb149732391 (data)
- Biografisch Portaal: 39646635
- International Standard Name Identifier: 0000 0000 6664 1274
- Library of Congress Control Number: no2005070948
- National Gallery of Victoria: 6811
- Nationale Bibliotheek van Tsjechië: xx0218166
- Nederlandse Thesaurus van Auteursnamen: 067999441
- RKD-Nederlands Instituut voor Kunstgeschiedenis: 24940
- Système universitaire de documentation: 111245567
- Union List of Artist Names: 500008339
- Virtual International Authority File: 74125566
- WorldCat: E39PBJw8Tx3fkDd3XywrKBfwmd